# Flower-Power

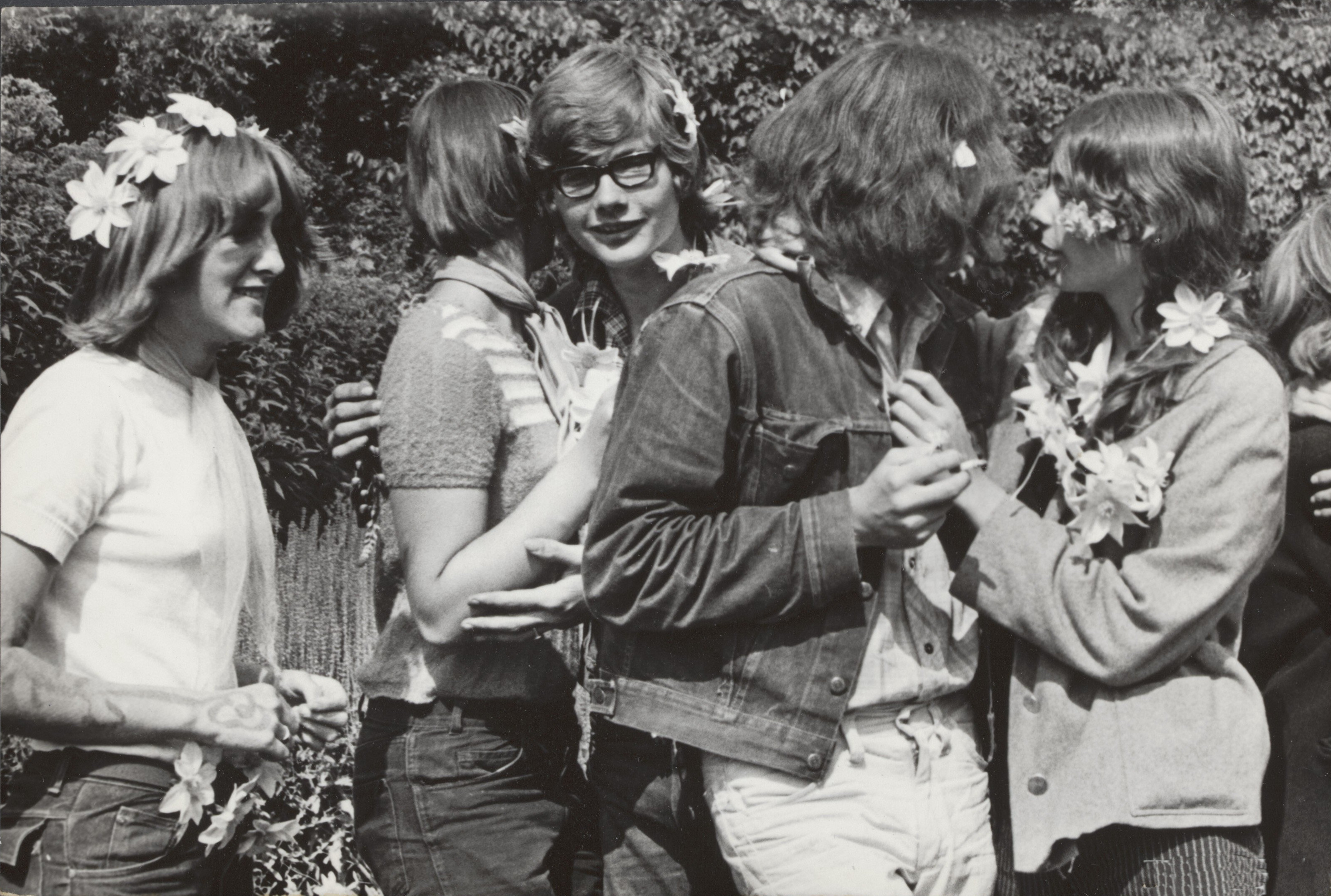
Amsterdamer Hippies mit Blumen in den Haaren (1967)

Flower-Power (deutsch „Macht der Blumen“) war ein Schlagwort, das in den späten 1960er und frühen 1970er Jahren als Symbol des passiven Widerstands und der Gewaltlosigkeit verwendet wurde. Es wurzelt in der Oppositionsbewegung gegen den Vietnamkrieg. Der Ausdruck wurde vom amerikanischen Beat-Poeten Allen Ginsberg im Jahr 1965 geprägt, um Kriegsproteste in friedliche affirmative Spektakel zu verwandeln. Hippies übernahmen die Symbolik, indem sie Kleidung mit bestickten Blumen und lebendigen Farben trugen, Blumen ins Haar steckten und Blumen an die Öffentlichkeit verteilten und dadurch als „Blumenkinder“ bekannt wurden. Der Begriff wurde später als allgemeine Bezeichnung für die Hippie-Bewegung und die sogenannte Gegenkultur von Drogen, psychedelischer Musik, psychedelischer Kunst und sozialer Freizügigkeit verwendet.
Der Begriff „Flower Power“ entstand in Berkeley, Kalifornien, als symbolische Protestaktion gegen den Vietnamkrieg. In einem Essay mit dem Titel How to Make a March/Spectacle im November 1965 forderte der Beat-Poet Allen Ginsberg, dass den Protestierenden „Massen von Blumen“ zur Verfügung gestellt werden sollten, um sie an Polizisten zu verteilen.
Das ikonische Zentrum der Flower-Power-Bewegung war das Viertel Haight-Ashbury in San Francisco, Kalifornien. Mitte der 1960er Jahre war die Gegend, die durch die Kreuzung der Straßen Haight und Ashbury gekennzeichnet war, zu einem Schwerpunkt für psychedelische Rockmusik geworden.
Obwohl die Bewegung in den 1970er Jahren nachließ, ist Flower-Power ein wichtiger Teil der Popkultur geblieben und ein Symbol für die Ideale der Hippie-Bewegung.